# Cadarache

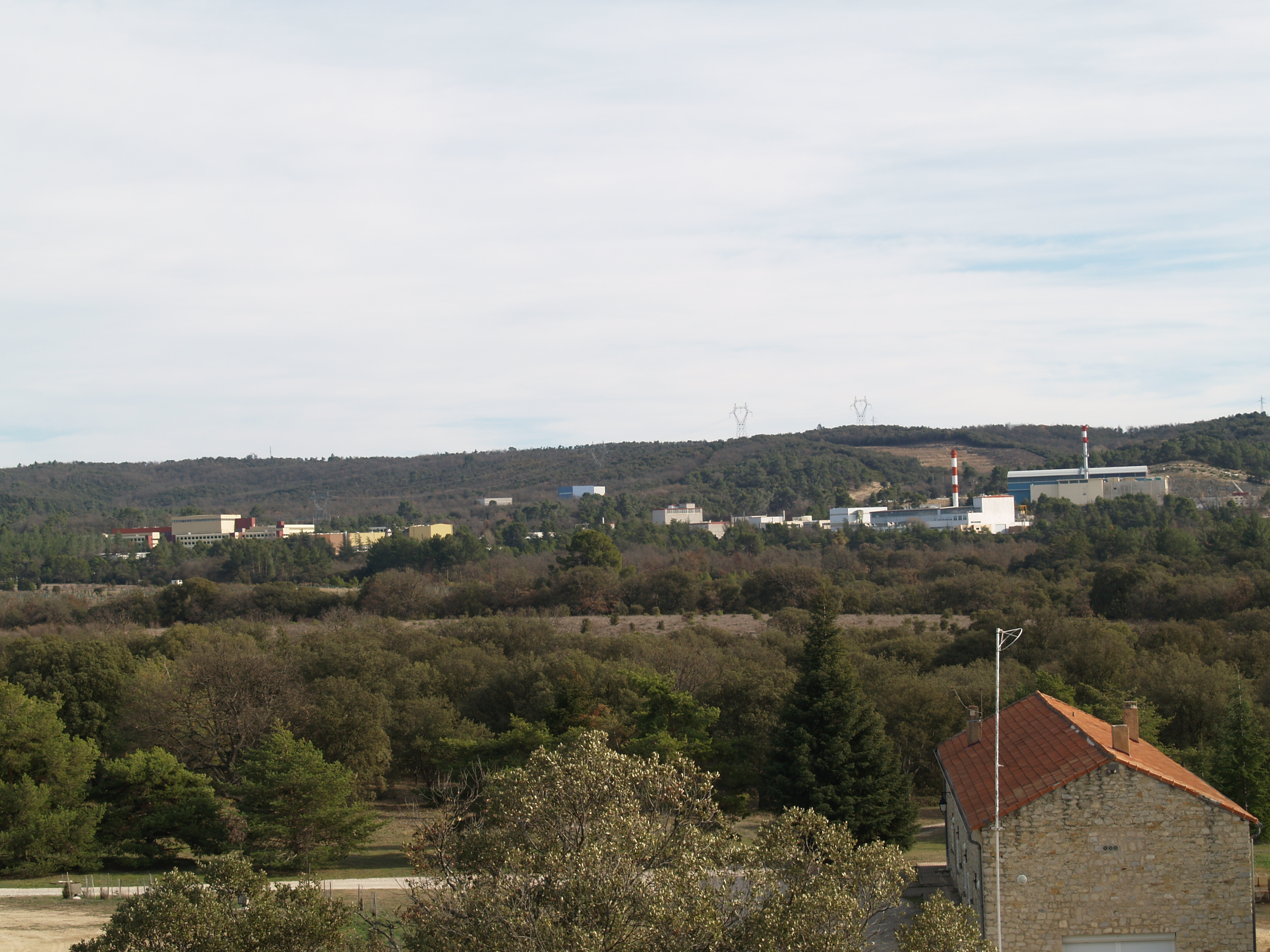
Cadarache

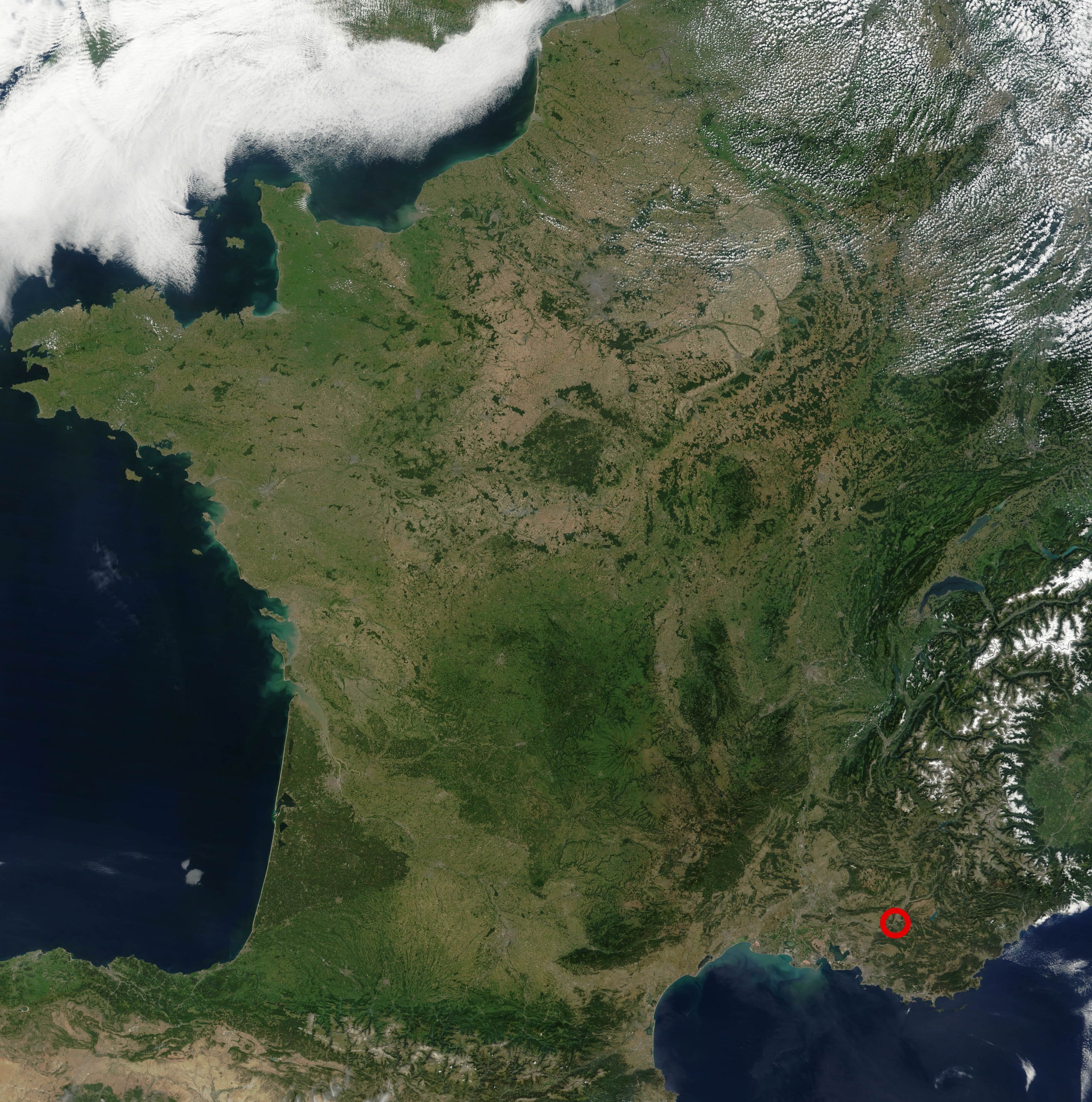
Lage von Cadarache in Frankreich

Cadarache ist ein Kernforschungszentrum in der relativ kleinen Gemeinde Saint-Paul-lès-Durance im Département Bouches-du-Rhône in Südfrankreich, rund 60 km nordöstlich von Marseille. Es liegt am Ostufer des Flusses Durance und umfasst rund 450 Gebäude und beschäftigt etwa 5.000 Mitarbeiter.

## Aufgaben
Das Zentrum führt Forschungs- und Entwicklungsarbeiten im Zusammenhang mit dem industriellen Einsatz von Kernreaktoren, Uran- und Plutoniumbrennstoffen sowie im Hinblick auf andere Einsatzmöglichkeiten der Kernenergie durch. Aufgrund des weit gefassten Aufgabenspektrums umfasst das Zentrum rund 20 verschiedene nukleare Basisanlagen (INB – Installation Nucléaire de Base), darunter die Forschungsreaktoren Cabri, Scarabee, Masurca, Eole, Minerve und Phebus.

## Fertigungsanlage ATPu
Eine wichtige Einrichtung war die Fertigungsanlage Cadarache (CFCa) mit den Teilanlagen ATPu („Atelier de technologie du plutonium“) und LPC („Laboratoire de purification chimique“). Im ATPu wurden bis 2003 350 t plutoniumhaltige Brennelemente (MOX-Brennelemente) für Leichtwasserreaktoren hergestellt. Aufgrund von Bedenken hinsichtlich der Erdbebensicherheit wurde der kommerzielle Betrieb eingestellt und zur Melox-Anlage nach Marcoule verlagert. Allerdings wurde weiterhin zu Testzwecken Plutonium der amerikanischen Armee verarbeitet.

### Rückbau
Nach Ende der Nutzung als Fertigungsbetrieb für MOX-Brennelemente im Jahr 2003 wurde der Rückbau dieser Teilanlage beschlossen. Im Februar 2009 begannen die Abbrucharbeiten. Im Oktober 2009 mussten Arbeiten an der Anlage auf Anordnung der französischen Atomsicherheitsbehörde vorübergehend gestoppt werden, da man in den Glove-Boxes unerwartet auf insgesamt 39 kg Plutoniumstaub gestoßen ist.
Als man sich 2008 zum Abbruch der Anlage entschied, war der Betreiber von einer Gesamtmenge von etwa 8 kg ausgegangen. Die Erwartung war, dass die insgesamt 450 Boxen im Laufe der 40-jährigen Betriebszeit je etwa 18 g Plutoniumstaub gesammelt haben könnten. Das Innere konnte aus technischen Gründen bei den regelmäßigen Reinigungen nie vollständig gesäubert werden.
Nach Prüfung von bereits abgebauten Boxen musste man feststellen, dass sich pro Box im Schnitt 89 g Plutoniumstaub gesammelt hatten. Damit war die gesamte Menge auf ca. 39 kg Plutoniumstaub angestiegen. Vermutlich war das Vorkommen schon im Juni entdeckt worden und wurde nun als Störfall der Kategorie 2 auf der Internationalen Bewertungsskala für nukleare Ereignisse eingestuft.
Der Rückbau wurde fortgesetzt und 2017 erfolgreich beendet.

## Reaktortypen

### Typ thermischer Kernspaltungsreaktor
- Eole (Schwimmbad-Design): Hier werden Tests für das Coredesign von Leichtwasserreaktoren durchgeführt.
- Minerve: In diesem Reaktor werden die physikalischen und chemischen Eigenschaften von Kernbrennstäben untersucht.
- Cabri (Schwimmbad-Design): Dieser Reaktor wird zum Test von Design und Widerstandsfähigkeit von Brennstäben benutzt.
- Phébus: Damit wird das Verhalten von Reaktoren im Fall einer Kernschmelze untersucht. Phébus bezeichnet sowohl den Forschungsreaktor als auch ein Projekt zur Erforschung von Kernschmelzen. Erster Test einer kontrollierten Kernschmelze erfolgte am 3. Dezember 1993.
- New Generation Reactor: Hier handelt es sich um einen Reaktor zur Entwicklung von Brennstäben für Reaktoren in Schiffen (Flugzeugträger Charles de Gaulle) und U-Booten. Er dient auch zur Ausbildung der Besatzungen.

### Typ Schneller Brüter
- Rapsodie (Reacteur RAPide à SODIum Experimentale) (1967–1981)
- MASURCA (MAquette SURgénérateur de CAdarache): Nullleistungsreaktor zur Entwicklung schneller Brutreaktoren
- Phénix (1974–2010) (250 MW) (nicht auf dem Gelände)
- Superphénix (1985–1997) (1200 MW) (nicht auf dem Gelände)

Phénix war der Vorgänger von Superphénix. Das teure Superphénix-Projekt wurde nach einer Pannenserie vorzeitig beendet.

### Typ Fusionsreaktor
- Tore Supra: eine Tokamak-Experimentieranlage mit supraleitenden Magneten, wie sie auch für ITER vorgesehen werden. Der Torus hat einen Radius von 2,40 m und einen Innenradius von 72 cm.
- Zurzeit (2020) in Bau ist ITER, ein internationales Projekt zum Bau eines Versuchs-Fusionsreaktors. Am 28. Juni 2005 hat sich das ITER-Council für Cadarache als Standort des Kernfusionsreaktors ITER entschieden.

## Stillgelegte Reaktoren
- SCARABEE: Er war zusammen mit dem CABRI-Reaktor Teil des Projektes SURA. Im Rahmen des Projektes wurden Unfallstudien erstellt. Der Reaktor wurde 2002 stillgelegt.
- HARMONIE: Dies war ein vornehmlich für das Militär betriebener Materialtestreaktor. Seine thermische Leistung betrug rund 1 KW, als Brennmaterial wurde hoch angereichertes U235 benutzt. Er wurde 1965 zum ersten Mal kritisch und im Dezember 1997 endgültig stillgelegt.
- Pégase-CASCAD: Dieser Versuchsreaktor war von 1963 bis 1975 in Betrieb und wurde aufgrund von Sicherheitsmängeln stillgelegt. Bis 2006 wurden dort radioaktive Abfälle zwischengelagert, diese Genehmigung ist inzwischen aufgehoben worden.
- PEGGY (1961–1975): Der gasgekühlte Reaktor wurde inzwischen abgebaut.
- MARIUS (1960–1983): Dieser Reaktor mit 0,4 kW thermischer Leistung wurde inzwischen abgebaut.
- CAESAR (1964–1974): Der Reaktor wurde inzwischen abgebaut.

## Andere Anlagen
- ATPu (Atelier de Technologie du Plutonium) diente der MOX-Brennelementproduktion hauptsächlich für deutsche Kraftwerke. Die Produktion wurde 2003 eingestellt.
- ATUE (Ateliers de Traitement de l'Uranium Enrichi) ist ein Labor zur Herstellung von angereichertem Uran.
- CEDRA ist eine Anlage zur Behandlung und Lagerung radioaktiver Abfälle.
- IRCA (IRradiateur de CAdarache) dient der Strahlenschutzüberwachung in Caderache.
- LDAC (Laboratoire de Découpe des Assemblages Combustibles) ist eine Anlage zum Zerschneiden von Brennelementen.
- LECA dient als Prüflabor für radioaktive Abfälle.
- LEFCA ist ein Labor zur Herstellung neuer fortgeschrittener Kernbrennstoffe.
- LPC (Laboratoire de Purification Chimique)
- MCMF (Magasin Central des Matières Fissiles) ist ein Lager für spaltbares Material.
- PARC (Parc d'entreposage et de décroissance de déchets radioactifs) dient als Endlager für radioaktive Abfälle.
- STED (Station de Traitement des Effluents et Déchets) dient der Behandlung radioaktiver Abfälle.

## Im Bau
Am 19. März 2007 wurde der Grundstein für den Jules Horowitz Reactor (JHR) gelegt. Der Reaktor der dritten Generation (EPR, Europäischer Druckwasser Reaktor) wird zusammen mit acht anderen europäischen Staaten gebaut. Er sollte ursprünglich 2014 den Betrieb aufnehmen. Der Bau verzögerte sich jedoch, so dass 2018 eine Fertigstellung im Jahre 2025 erwartet wird. Der Reaktor soll 100 MW leisten und ist für Materialtests vorgesehen. Die Kosten für das Projekt werden auf 500 Millionen Euro geschätzt und verteilen sich wie folgt:
- Commissariat à l’énergie atomique et aux énergies alternatives (50 %),
- Électricité de France (20 %),
- EU-Forschungseinrichtungen (20 %),
- Areva (10 %).

Im von der Europäischen Kommission CORDIS veröffentlichten Jules Horowitz Operation Plan 2040 rechnet man mit endgültigen Kosten von rund 1,6 Milliarden Euro.